# Rhoicissus revoilii
Rhoicissus revoilii är en vinväxtart som beskrevs av Jules Émile Planchon. Rhoicissus revoilii ingår i släktet Rhoicissus och familjen vinväxter. Inga underarter finns listade i Catalogue of Life.